# Circuit de Dakar – Baobabs
Circuit de Dakar Baobabs ist eine permanente Motorsportrennstrecke in der Nähe der Stadt Sindia, in der Region Thiès in Senegal. Ihr Beiname Circuit de Baobabs rührt von den auf dem Gelände wachsenden Affenbrotbäumen her, die zum Teil ohne Leitplankenabsicherungen direkt neben der Strecke stehen.

## Geschichte
Die Strecke mit einer Länge von 4702 Metern und 21 Kurven, auf einer Fläche von 80 Hektar wurde vom Belgier Paul Libens initiiert und 2008 eröffnet. Streckenarchitekt war sein Schwiegersohn Jean-André Collard. Sie ist die erste permanente Rennstrecke in Westafrika die von der FIA 2009 homologiert wurde. Betreiber ist die Federation of Senegalese Automobile.

## Streckenbeschreibung
Der 4,7 km lange Kurs besitzt lediglich eine Streckenvariante. Er gilt mit seiner Mischung aus langsamen und schnellen Kurven als sehr technisch. Die Streckenbreite beträgt 12 Meter und 15 Meter im Start- und Zielbereich. Die Boxengasse ist 800 m lang. Das flache Streckengelände liegt auf etwa 24 m Seehöhe, Ca 50 km südöstlich von Dakar entfernt.

## Veranstaltungen
Die Strecke ist vor allem für lokale Rennen und internationale Meisterschaften bekannt und auch Austragungsort von Langstreckenrennen. Das traditionelle 6h-Rennen von Dakar, das zuvor 27 mal auf einem temporären Straßenkurs in Dakar abgehalten wurde findet seit 2008 auf dieser Strecke statt. 2009 fand ein aus 2 6h-Abschnitten zusammen gesetztes 12h-Rennen, 2011 ein 1000-Kilometer-Rennen und 2013 der Grand Prix Historique de Dakar statt. Am 25. März 2023 wurde die 40.te Ausgabe der 6h von Dakar auf dem Circuit ausgetragen.